# Lacerta (género)
Lacerta é um género de répteis escamados pertencente à família Lacertidae.

## Espécies
- Lacerta agilis Linnaeus, 1758
- Lacerta bilineata Daudin, 1802
- Lacerta citrovittata Werner, 1938
- Lacerta diplochondrodes Wettstein, 1952
- Lacerta media Lantz & Cyrén, 1920
- Lacerta pamphylica Schmidtler, 1975
- Lacerta schreiberi Bedriaga, 1878
- Lacerta strigata Eichwald, 1831
- Lacerta trilineata Bedriaga, 1886
- Lacerta viridis (Laurenti, 1768)

## Algumas espécies anteriormente emLacerta
- Anatololacerta anatolica
- Atlantolacerta andreanskyi
- Iberolacerta aranica
- Iberolacerta aurelioi
- Archaeolacerta bedriagae
- Iberolacerta bonnali
- Apathya cappadocica
- Darevskia chlorogaster[2]
- Phoenicolacerta cyanisparsa
- Omanosaura cyanura
- Anatololacerta danfordi
- Darevskia defilippii
- Darevskia dryada (Darevsky & Tuniyev, 1997)
- Teira dugesii
- Hellenolacerta graeca
- (Lacerta herseyi = Zootoca vivipara)
- Iberolacerta horvathi
- Omanosaura jayakari
- Phoenicolacerta kulzeri
- Phoenicolacerta laevis
- Timon lepidus
- Iberolacerta monticola
- Dinarolacerta mosorensis
- Podarcis muralis
- Anatololacerta oertzeni[3]
- Dalmatolacerta oxycephala
- Parvilacerta parva[4]
- Darevskia steineri
- Zootoca vivipara
- Iranolacerta zagrosica